# Krypstarar
Krypstarar (Rhabdornis) är släkte i familjen starar inom ordningen tättingar. Tidigare placerades de i den egna familjen filippinkrypare, men DNA-studier visar att de egentligen är avvikande starar. Släktet omfattar numera fyra arter med utbredning enbart i Filippinerna:
- Strimmig krypstare (R. mystacalis)
- Luzonkrypstare (R. grandis)
- Mindanaokrypstare (R. inornatus)
- Visayakrypstare (R. rabori)